# Massa Yika
Massa Yika  est un village de l'arrondissement de Gobo, dans le département du Mayo-Danay, au Cameroun.

## Géographie

### Situation
Massa Yika est un village du Cameroun situé dans la région de l'Extrême-Nord, à proximité de la frontière avec le Tchad. Ce village est limité au nord par le village Goufka, à l’Est par le fleuve Logone, au Sud par Fourgana et à L’Ouest par Massa kouweita. Il fait partie du canton de Mousseye, l'un des deux cantons de l'arrondissement de Gobo.

### Démographie
Lors du recensement de 2005, Massa Yika comptait 1 189 habitants dont 587 hommes (47 %) et 602 femmes (53 %). La population de Massa Yika représente 2,23 % de la population de la commune Gobo.